# Mijn Slechtste Beste Vriendin
Mijn Slechtste Beste Vriendin (MSBV) is een Vlaamse fictiereeks over zes vriendinnen gebaseerd op het boek Mijn slechtste beste vriendin van Ilse Beyers. De serie wordt sinds 1 februari 2021 verdeeld op Streamz en wordt nadien ook uitgezonden op het publiek net van Play4.
Op 28 april 2021 werd het 2de seizoen aangekondigd, dat sinds 25 oktober 2021 te zien is op Streamz. Op 4 november 2021 werd ook een 3de seizoen aangekondigd. Op woensdag 26 oktober 2022 werd aangekondigd dat seizoen 3 het laatste seizoen van Mijn Slechtste Beste Vriendin is.

## Verhaal
Zes vriendinnen werken samen in het reclamebureau Callier & Starck: artiestenmanager Sally Ball is de meest sarcastische, receptioniste Michelle Klein is fan van David Hasselhoff, de knappe Molly Herman is tevens soapactrice, de nuchtere Nikki Van Buren is tevens barvrouw, Helena Roosenbergh is gekend als "De Zwaan" en accountmanager Zita Scheepers durft al wel eens te klungelen. Alle zes houden ze van wijnen, en delen graag hun beste geheimen, maar dat loopt al eens mis wanneer die verhalen verder verspreid raken. Het loopt pas echt fout wanneer een van hen vermoedt dat ze haar echtgenoot aan het delen is.

## Rolverdeling per seizoen
| Acteur                    | Personage                | Seizoen | Seizoen | Seizoen |
| Acteur                    | Personage                | 1       | 2       | 3       |
| ------------------------- | ------------------------ | ------- | ------- | ------- |
| Kim Hertogs               | Zita Scheepers           | 20      | 20      | 20      |
| Maaike Cafmeyer           | Michelle Klein           | 20      | 20      | 20      |
| Eva Van der Gucht         | Sally Ball               | 20      | 20      | 20      |
| Joren Seldeslachts        | Henry Starck             | 20      | 19      | 19      |
| Clara Cleymans            | Nikki Van Buren          | 20      | 19      | 16      |
| Ella-June Henrard         | Molly Herman             | 20      | 20      | 14      |
| Charlotte Anne Bongaerts  | Helena Roosenbergh       | 20      | 5       | 18      |
| Bas Van Weert             | Thomas                   | 20      | 17      | 19      |
| Steve Geerts              | Marco                    | 20      | 15      | 19      |
| Veerle Dejaeger           | Zomer Delaet             | 20      | 14      | 18      |
| Mathias Sercu             | Peter De Graeve          | 20      | 14      | 17      |
| Ella Leyers               | Josephine "Josje" Hooyen |         | 18      | 19      |
| Jennifer Heylen           | Birgit Moens             | 8       | 12      | 13      |
| Robert de la Haye         | Ben Korr                 | 6       | 19      | 6       |
| Leander Vyvey             | Guillaume Gerbauts       | 20      | 8       |         |
| Gert Lahousse             | Philip Callier           | 20      |         |         |
| Vincent Van Sande         | Youri                    | 8       | 7       | 4       |
| Titus De Voogdt           | William Jacobs           |         | 3       | 15      |
| Charlotte Timmers         | Anouk                    |         |         | 17      |
| Isabelle Van Hecke        | Vera                     |         | 5       | 10      |
| Elke Shari Van den Broeck | Dinara Block             | 6       | 5       |         |
| Annick Wouters            | Marlène                  | 10      |         |         |
| Vera Van Dooren           | Sybille Aelvoet          | 7       |         |         |
| Xander Peeters            | radiopresentator         | 6       |         |         |
| Laurence Roothooft        | Lydia                    |         | 3       |         |
| Inge Paulussen            | Sophie Vercammen         |         |         | 3       |
| Alice Reijs               | Thea Buizerd             |         |         | 2       |
| Goedele Liekens           | Goedele                  | 2       |         |         |
| Tine Roggeman             | Tatiana                  | 1       |         | 1       |
| Briek Lesage              | fotograaf                | 1       |         |         |